# Rabami
Rabami er en kontormøbelfabrik i Fjerritslev, grundlagt i 1975. Den skiftede senere navn til RBM. RBM er nu en del af Scandinavian Business Seating (SB Seating), Nordens største producent af kontorstole, konferencemøbler og kantinemøbler. 
RBM har showrooms i Fjerritslev, Fredericia, København, Stockholm og Oslo, og eksporten udgør ca. 50%.